# Gao'an
Gao'an is een stad in de prefectuur Yichun in China. Gao'an ligt in de provincie 
Jiangxi. Gao'an heeft ongeveer 800.000 inwoners. 